# Armin Pavić
Armin Pavić (Požega, 29. ožujka 1844. – Zagreb, 11. veljače 1914.), bio je hrvatski književni povjesničar i prevoditelj. 

## Životopis
Armin Pavić rođen je u Požegi 1844. godine. Gimnaziju pohađao u rodnome gradu i Zagrebu. Studij klasične filologije i slavistike završio u Beču 1864. godine. Radio je kao gimnazijski profesor u Osijeku, Rijeci, Varaždinu, Požegi i Zagrebu. Od 1877. godine bio je profesor hrvatskog jezika i književnosti na Filozofskom fakultetu u Zagrebu, kojega je bio i dekan (1882. – 83. i 1894. – 95.). Bio je i rektor Sveučilišta u Zagrebu (1896. – 97.), redoviti član JAZU (od 1874.) i saborski zastupnik (1884. – 1906.). U mladim danima objavljivao je pjesme i pripovijetke, prijevode i kazališne kritike.
Umro je u Zagrebu 11. veljače 1914. godine. Pokopan je na zagrebačkome groblju Mirogoju.

## Znanstvena djelatnost
Istraživao je povijest književnosti i književnu teoriju. Objavljivao je kazališne i književne kritike u mnogim časopisima, najčešće u Viencu, a za ediciju Stari pisci hrvatski priredio je djela Ivana Gundulića i Junija Palmotića. Poznat je po tome što se uključio u raspravu o podrijetlu Gundulićeva Osmana. U početku je tvrdio da su ga napisala dva pisca, a poslije se priklonio stajalištu o postojanju dvaju manjih spjevova koji su tek naknadno spojeni u jedan. Sličnu je tezu zastupao i u raspravama o podrijetlu pjesama o boju na Kosovu, tvrdeći kako su one odlomci iz jedne veće tekstovne cjeline, vjerojatno epa. Takve su Pavićeve teze zasigurno nastale pod utjecajem Wolfovih pretpostavki o genezi Homerova epa. Jedno od njegovih prvih djela, Historija dubrovačke drame (1871.), zajedno s monografskim raspravama o Ivanu Gunduliću (Estetička ocjena Gundulićeva Osmana, 1879.; Postanje Gundulićeva Osmana, 1913.) i Juniju Palmotiću (Junije Palmotić, 1883.), zanimljiv su književnopovijesni prinos istraživanju hrvatske ranonovovjekovne književnosti. Jedan je od značajnijih književnih povjesničara starijega naraštaja, koji se odmaknuo od usko filološkoga pristupa književnoj građi i krenuo putem sustavnijega književnopovijesnog istraživanja. Od njegova prevoditeljskoga rada treba istaknuti prijevode Anakreontove lirike u Viencu te vrstan prijevod Aristotelove Poetike s iscrpnim komentarima. Njegova Historija dubrovačke drame iz 1871. godine prvo je hrvatsko opširnije djelo o dubrovačkoj književnosti. Po pisanju zagrebačkog Srbobrana Armin Pavić, predstojnik odjela za bogoštovlje i nastavu je izbacio iz srednjoškolskih svedodžbi Daničićevo nazivanje jezika: srpski ili hrvatski jezik. Od tada, 1901., se pisalo samo hrvatski jezik. Tomislav Maretić je napisao Gramatiku hrvatskog ili srpskog jezika i podnio molbu da mu se gramatika primi kao knjiga za srednje škole. Odgovorio mu je predstojnik g. Pavić, da će mu se knjiga samo tako primiti za srednje škole, ako iz naslova izostavi ono ili srpskog jezika. Srbobran je zbog toga osuđivao Maretića.

## Djela
Nepotpun popis:
- O dubrovačkih prevodiocih grčkih tragedija, 1867.
- Aristotelova definicija pjesničke umjetnosti, 1868.
- Kako se izgubilo 14. i 15. pjevanje Gundulićeva Osmana, 1871.
- Historija dubrovačke drame, 1871.
- Estetička ocjena Gundulićeva Osmana, 1879.
- Postanje Gundulićeva Osmana, 1913.
- Junije Palmotić, 1883.